# Mesoclemmys heliostemma
Mesoclemmys heliostemma es una especie de tortuga pleurodira de la familia Chelidae. Originalmente fue incluida dentro del género Batrachemys.

## Distribución geográfica
Se encuentra en Venezuela, Ecuador, Perú y Brasil (Roraima, Amazonas, Pará, Mato Grosso, Rondonia y Acre).